# Alesso di Benozzo

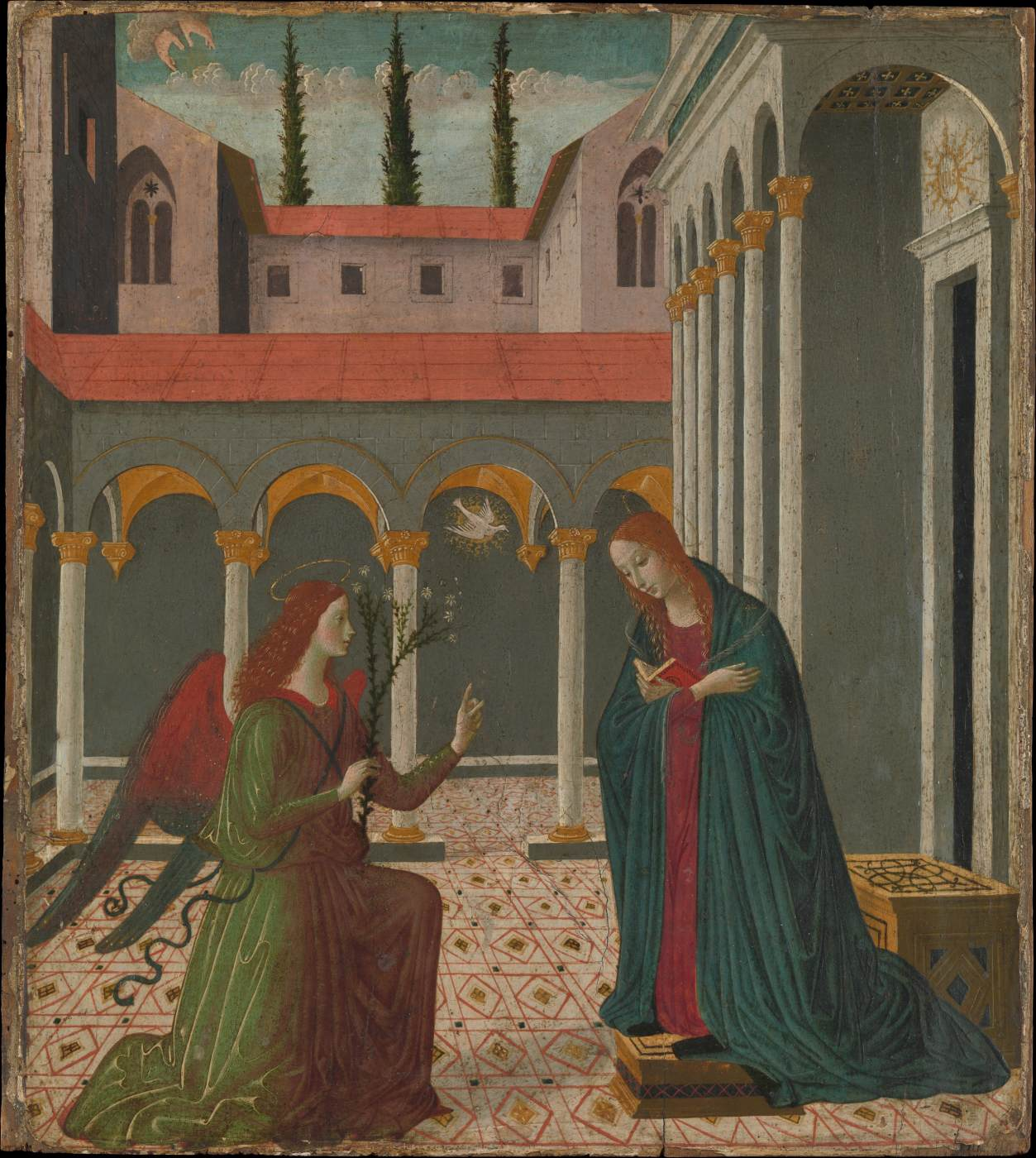
Annunciazione, Metropolitan Museum of Art, New York

Alesso di Benozzo (Firenze, 1473 – 1528) è stato un pittore italiano, figlio di Benozzo Gozzoli.

## Biografia
È conosciuto per le opere realizzate assieme ai fratelli Gerolamo e Francesco, che in molti casi furono completati in collaborazione con il padre.
Dopo il 1495, il padre Benozzo fu invitato a Pistoia dal figlio Francesco. In città, con Alesso e Gerolamo, dipinse varie opere, inclusa una incompleta Maestà per il Palazzo Comunale.

### Opere
- Annunciazione, Metropolitan Museum of Art, New York
- Pietà, Musée d'art et d'histoire, Ginevra
- Visitazione tra san Jacopo e santo Stefano, Museo di Santa Verdiana, Castelfiorentino